# مونتگومری کلیفت
اِدوارد مونتگومِری کِلیفت (انگلیسی: Edward Montgomery Clift؛ ۱۷ اکتبر ۱۹۲۰ – ۲۳ ژوئیهٔ ۱۹۶۶) بازیگر سینما و تئاتر آمریکایی بود.

## زندگی‌نامه
کلیفت یکی از نزدیک‌ترین دوستان الیزابت تیلور بود، به همین دلیل تا مدت‌ها شایعه شده بود که این دو با یکدیگر در رابطه اند و حتی لقب «زیباترین زوج هالیوود» نیز به آنها داده شد، اما هر دوی آنها این شایعات را بی‌اساس دانستند.
کلیفت همجنسگرا بود، و بنابر گفته‌های تیلور: «اون همیشه از اینکه یک روز مردم متوجهٔ تمایلاتش بشوند وحشت داشت. دلش نمی‌خواست به خاطر چیزی که حق انتخابی درش نداشته است از جامعه و صنعت فیلم‌سازی طرد بشود. به خودش اجازه‌ی دل بستن به هیچ مردی رو نمی‌داد چون که می‌دانست این کار عواقب غیر قابل جبرانی به همراه دارد، اما از طرفی هم از تنهایی بیزار بود و روز به روز غمگین‌تر می‌شد.»
در سال ۱۹۵۷ بر اثر یک تصادف رانندگی، صورت وی دچار آسیب‌دیدگی‌های وحشتناکی شد. تیلور، اولین شخصی بود که به محل تصادف رسید. او بعدها اذعان کرد که اگر ثانیه‌ای دیرتر می‌رسید، دندان‌های کنده‌شده‌ای که در گلوی کلیفت گیر کرده بودند باعث خفگی و مرگ او می‌شدند. الیزابت همچنین به عکاس‌هایی که خود را به صحنه رسانده بودند اجازه‌ی عکاسی نداد و آنها را تهدید کرد که اگر عکسی از بدن زخمی کلیفت منتشر کنند، کاری می‌کند که آن‌ها شغل‌هایشان را از دست بدهند.
کلیفت سرانجام به واسطه‌ی جراحی‌های زیبایی توانست صورت از شکل افتاده‌ی خود را ترمیم کند، اما آثار زخم‌ها هم‌چنان در سمت چپ صورتش نمایان بودند. پس از این حادثه، او بسیار افسرده شد و اعتیاد شدیدی به الکل و قرص‌های مسکن پیدا کرد.

## کارنامهٔ حرفه‌ای

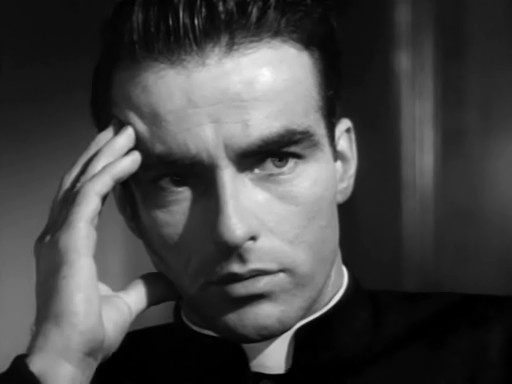
کلیفت در فیلم من اعتراف می‌کنم!

وی در کنار مارلون براندو و جیمز دین، جزو اولین نفراتی بود که از سبک مِتُد اَکتینگ برای ایفای نقش‌هایش استفاده می‌کرد.
او بسیار گزیده کار بود و وسواس خاصی در انتخاب نقش‌هایش به خرج می‌داد. به گفته‌ی تیلور: «کلیفت می‌توانست تبدیل به بزرگ‌ترین بازیگر هالیوود بشود، البته اگه قبول می‌کرد که در فیلم‌های بیشتری بازی کند.»
او نویسنده‌ی بااستعدادی نیز بود و گاهی بخش زیادی از فیلم‌نامه‌هایی که به او داده می‌شد را به خواست خودش تغییر می‌داد. هر چند دو فیلم‌نامه‌ای که او در آنها تغییر ایجاد کرده بود برنده‌ی جایزه‌ی اسکار شدند، اما هیچ تقدیری از وی صورت نگرفت.
او در طول زندگی هنری خود، ۴ بار نامزد دریافت جایزه‌ی اسکار و ۱ بار نیز نامزد دریافت جایزه‌ی گلدن گلوب شد.

## مرگ
مصرف بیش از اندازه‌ی الکل و مسکن‌های قوی باعث شد تا کلیفت در سال‌های پایانی عمر خود به انواع بیماری‌های قلبی و کبدی مبتلا شود. او سرانجام در ۲۳ ژوئیهٔ ۱۹۶۶ بر اثر حمله‌ی قلبی درگذشت.

## فیلم‌شناسی
- رودخانه سرخ (۱۹۴۸)
- وارث (۱۹۴۹)
- مکانی در آفتاب (۱۹۵۱)
- اعتراف می‌کنم (۱۹۵۳)
- از اینجا تا ابدیت (۱۹۵۳)
- شیرهای جوان (۱۹۵۸)
- رودخانه وحشی (۱۹۶۰)
- ناجورها (۱۹۶۱)
- محاکمه در نورنبرگ (۱۹۶۱)